# Ather Capelli
Ather Capelli (Ferrara, 31 ottobre 1902 – Torino, 31 marzo 1944) è stato un giornalista italiano.

## Biografia
Da giovanissimo aderì al Partito Nazionale Fascista (PNF), con cui partecipò alla Marcia su Roma.
Negli anni venti e trenta collaborò con numerose testate e scrisse drammi ed opere teatrali che furono inscenati dalla compagnia filodrammatica "Sursumcorda".
In questo periodo partecipò anche ad alcune operazioni di guerra nell'Africa Orientale Italiana (AOI), in cui venne gravemente ferito.
Dopo l'entrata dell'Italia in guerra, chiese di potersi arruolare nell'esercito, ma la sua domanda fu respinta a causa di una sua grave menomazione. Continuò così la sua attività giornalistica, che lo portò, il 2 gennaio 1943, ad entrare nella redazione della «Gazzetta del Popolo».
Aderì alla Repubblica Sociale Italiana dopo l'armistizio di Cassibile ed il 20 settembre 1943 divenne direttore della «Gazzetta del Popolo». Dal 17 gennaio 1944 fu direttore anche del settimanale «Illustrazione del Popolo», supplemento della Gazzetta.
Il 31 marzo 1944 fu ucciso dai partigiani Giovanni Pesce e Giuseppe Bravin, che lo attendevano nei pressi della sua abitazione. Pesce, capo dei GAP di Torino, ha rievocato l'attentato nelle sue memorie, dove definisce Capelli «uno dei più ignobili figuri della propaganda fascista», «il sanguinario incitatore delle rappresaglie».
Per rappresaglia alla sua uccisione, il 2 aprile 1944 in via Morghen a Torino, vennero fucilati cinque prigionieri: Domenico Binelli, Angelo Caligaris, Domenico Cane, Ferdinando Conti, Giuseppe Igonetti.
In suo onore gli fu intitolata la I Brigata Nera, fondata a Torino il 19 luglio 1944 e comandata da Giuseppe Solaro. Di tale Brigata faceva parte Mario Volonté, padre del futuro attore Gian Maria.